# Полгар, София
Со́фия По́лгар (венг. Polgár Zsófia; 2 ноября 1974 года, Будапешт, Венгрия) — венгерская шахматистка, гроссмейстер среди женщин (1989), международный мастер среди мужчин (1990).

## Биография
София Полгар родилась в еврейской семье в Будапеште. Все три ребёнка в семье — сёстры Жужа, София и Юдит  — получили домашнее образование. Обучением детей занималась их мать Клара Полгар (урождённая Альтбергер, род. 1946) — учительница родом из села Вилок (теперь Закарпатская область Украины), окончившая университет в Ужгороде. С раннего детства детей обучал шахматам отец — психолог и педагог Ласло Полгар. Сёстры стали сильными шахматистками, Жужа Полгар — международный гроссмейстер в США, Юдит Полгар гроссмейстер в Венгрии, а София Полгар (Косашвили) — международный мастер в Израиле.
Чемпионат мира среди мальчиков до 14 лет: Пуэрто-Рико (1986) — 2-3-е; чемпионат мира среди кадетов: Рио-Гальегос (1986) — 6-11-е места. Участница ряда крупных мужских международных соревнований, в том числе шахматного фестиваля в Нью-Йорке (1985) — 2-3-е, международного турнира в Сан-Бернардино (1987) — 12-21-е места (71 участник).
7 февраля 1999 года вышла замуж за израильского гроссмейстера Йону Косашвили и переехала в Израиль. В дальнейшем они с мужем переехали в Торонто. Пара имеет двух детей.
София Полгар, помимо венгерского и русского языка, с детства говорит на языке эсперанто.

## Сёстры
- Юдит Полгар
- Сьюзен Полгар

## Изменения рейтинга
| Графики недоступны из-за технических проблем. См. информацию на Фабрикаторе и на mediawiki.org. |